# 阿若・憍陳如
阿若・憍陳如（あにゃ・きょうちんにょ、名前については後述）は、釈迦仏の弟子の一人である。単に憍陳如とも記される場合も多い。釈迦の最初の弟子。釈迦が成道して最初に教えを説いた五比丘の一人であり、またそのリーダー的人物である。

## 名前
彼の名前は、サンスクリット語及びパーリ語、また漢訳などの仏典により、異なる表記があり、また多種多様なので、下記に列挙する。
- サンスクリット：Ājñāta-Kauṇḍinya（アージュニャータ・カウンディニヤ）
- パーリ：Aññāsi-Koṇḍañña（アンニャーシ・コンダンニャ）
- 他の音写：阿若多・憍陳如、阿若多・憍陳那、阿若・憍隣、阿若・拘隣、阿若・倶隣など
- 訳：阿若は了本際、知本際、已知、解了、了教、もしくは反対に無知とも訳す。憍陳如は火器など
- 略称：憍陳如、憍陳那、憍隣、拘隣、倶隣

## 出身
カピラ城に近いDonavatthu（ドーナヴァットゥ）村の人で、バラモン出身。占相術に秀で、ゴータマ・シッダッタが生れる時、その実父であるスッドーダナ（浄飯王）によって8人の占師が招かれた。彼はその中で最も年少だったという。太子が必ずブッダ（仏）となると予言したという。

## 経歴
シッダッタ太子が出家したのを知り、他の4人を促して同行したという。あるいは、太子が出家し尼連禅河（ネーランジャナー）の畔の山中で苦行する際、浄飯王の要請で仲間四人と共に随行した。しかるに釈迦は6年に及び苦行をしたが、これでは真の悟りを得ないと了知し、苦行林を出て河畔の地主・村長の娘・スジャーター（善生）による乳がゆの供養を食した。憍陳如たちはそれを見て太子は苦行に耐えられず修行をやめたと思い込み、波羅奈国（ヴァーラーナシー）の鹿野苑に去ってしまった。
しかし太子はすぐに菩提樹の下で瞑想に入り悟ってブッダ（仏陀）となるや、鹿野苑に赴いて憍陳如たち5人の修行者にはじめて法を説いた。これを初転法輪という。この時に、彼は5人の中で仏の教えを一番初めに理解したので、釈迦牟尼仏が阿若（アンニャーシ、意味：理解した！）と称賛し、この名がついた。

Atha kho bhagavā imaṃ udānaṃ udānesi – ‘‘aññāsi vata, bho, koṇḍañño, aññāsi vata, bho, koṇḍañño’’ti! Iti hidaṃ āyasmato koṇḍaññassa ‘aññāsikoṇḍañño’ tveva nāmaṃ ahosīti.
時に世尊は賛じて言いたまへり、「憍陳如は悟れり、憍陳如は悟れり」。

此れよりして具憍陳如を名付けて阿若・憍陳如と言へり。
—南伝大蔵経 犍度大品 大犍度 初誦品 
のちに舎利弗と目連が仏教教団に帰依してからは、二人が先輩である彼に気兼ねするのを見て隠棲を決意する。仏の許しを得てMandākinī（マンダーキニー）湖畔の付近にあるChaddanta（チャッダンタ、訳：六牙）林に移って隠棲し、そこで12年間を過ごした。その林の中で象による食の供養を受けていたと伝えられる。
しかし、自身が余命幾ばくもないと知ると、竹林精舎に在する仏のみもとに戻り、別れを告げて再び湖畔へ戻り、間もなく寂したといわれる。帝釈天は臣下のViśvakarman（毘首羯摩、建築を司る天神）に命じて、憍陳如のために重閣を建造させた。諸天は象と共にその亡骸を荼毘にふし、林の中で彼に食物を運んだり身辺の世話をしていた多くの象やヒマラヤの山々が彼の死を悲しんで泣いたと伝えられる。また彼の遺骨は他の比丘らが携えて竹林精舎の仏の許に運んだ。その遺骸を収めた制底（cetiya, 霊廟）は今も存するという（パーリ相応部註『Sāratthapakāsinī』）。

## 前世
彼の前世譚として以下のような話がある。彼は過去世でCūlakālaといい、過去七仏の1人Vipassī（毘婆尸仏）が出世した時に、お初物を毘婆尸仏に供養し、その功徳により、第一の法を第一に悟らんという本願を起こした。またPadumuttara仏が出世した時も同じ誓願を起こしたという（南伝仏典『Dhammapada-Atthakatha』）。